# Copa Final Four de Voleibol Femenino Sub-20 de 2014
La Copa Final Four de Voleibol Femenino Sub-20 2014 (llamada también Final Four U20 Copa Gatorade por razones de patrocinio) fue la I edición de este torneo amistoso de voleibol femenino de selecciones categoría sub-20, se llevó a cabo del 16 al 19 de octubre del año en mención en la ciudad de Lima, capital del Perú. El certamen fue organizado por la Federación Peruana de Voleibol bajo la supervisión de la Unión Panamericana de Voleibol.
La selección de Perú se consagró campeona del torneo al vencer en la final a su par de Argentina por 3 sets a uno.

## Equipos participantes
En el torneo participan los dos equipos con mejor ranking continental tanto de la Confederación Sudamericana de Voleibol así como de la NORCECA y que confirmaron su participación.
- Argentina
- Cuba
- Perú (local)
- República Dominicana

## Formato de competición
El torneo se desarrolla dividido en dos rondas.
En la primera ronda cada equipo juega una vez contra cada rival con un sistema de todos contra todos. Las posiciones de los equipos al término de los partidos en esta ronda se determinan sobre la base de los partidos ganados y perdidos y luego de acuerdo al número de puntos obtenidos que son otorgados de la siguiente forma:
- Partido con marcador 3-0: 5 puntos al ganador y 0 puntos al perdedor.
- Partido con marcador 3-1: 4 puntos al ganador y 1 punto al perdedor.
- Partido con marcador 3-2: 3 puntos al ganador y 2 puntos al perdedor.

Si dos o más equipos terminan empatados en puntos se aplican los siguientes criterios de desempate:
- Proporción entre los puntos ganados y los puntos perdidos (Puntos ratio).
- Proporción entre los sets ganados y los sets perdidos (Sets ratio).
- Ganador del último partido entre los equipos empatados en cuestión (entre dos equipos).

La ronda final comprende el partido por el tercer puesto y la final, en el primero se enfrentan el tercer y cuarto puesto de la primera ronda y en la final juegan el primer y segundo puesto de la primera ronda.

## Calendario
El calendario oficial fue presentado el 13 de octubre de 2014.
| Fase          | Jornadas  | Fecha         | Partidos                                         |
| ------------- | --------- | ------------- | ------------------------------------------------ |
| Primera ronda | Jornada 1 | 16 de octubre | República Dominicana vs. Cuba Perú vs. Argentina |
| Primera ronda | Jornada 2 | 17 de octubre | Argentina vs. República Dominicana Perú vs. Cuba |
| Primera ronda | Jornada 3 | 18 de octubre | Cuba vs. Argentina Perú vs. República Dominicana |
| Ronda Final   | Jornada 4 | 19 de octubre | Tercero vs. Cuarto Primero vs. Segundo           |

## Resultados
- Sede: Coliseo Eduardo Dibós, Lima, Perú.
- Las horas indicadas corresponden al huso horario local del Perú (Tiempo del este – ET): UTC-5

### Primera ronda
|      |                      | Partidos | Partidos | Partidos |      | Sets | Sets | Sets  | Puntos | Puntos | Puntos |
| Pos. | Equipo               | PJ       | PG       | PP       | Pts. | SG   | SP   | Ratio | PG     | PP     | Ratio  |
| ---- | -------------------- | -------- | -------- | -------- | ---- | ---- | ---- | ----- | ------ | ------ | ------ |
| 1    | Perú                 | 3        | 3        | 0        | 12   | 9    | 3    | 3.000 | 276    | 231    | 1.195  |
| 2    | Argentina            | 3        | 2        | 1        | 10   | 8    | 5    | 1.600 | 286    | 230    | 1.243  |
| 3    | República Dominicana | 3        | 1        | 2        | 7    | 5    | 6    | 0.833 | 226    | 241    | 0.938  |
| 4    | Cuba                 | 3        | 0        | 3        | 1    | 1    | 9    | 0.111 | 162    | 248    | 0.653  |

| Fecha         | Hora  | Equipo 1             | Res.  | Equipo 2             | Set 1 | Set 2 | Set 3 | Set 4 | Set 5 | Total     | Reporte |
| ------------- | ----- | -------------------- | ----- | -------------------- | ----- | ----- | ----- | ----- | ----- | --------- | ------- |
| 16 de octubre | 16:30 | República Dominicana | 3 – 0 | Cuba                 | 25-16 | 25-20 | 25-19 |       |       | 75 – 55   | P2 P3   |
| 16 de octubre | 19:00 | Perú                 | 3 – 2 | Argentina            | 26-24 | 19-25 | 25-19 | 15-25 | 15-10 | 100 – 103 | P2 P3   |
| 17 de octubre | 16:30 | Argentina            | 3 – 2 | República Dominicana | 25-23 | 25-19 | 20-25 | 23-25 | 15-3  | 108 – 95  | P2 P3   |
| 17 de octubre | 19:00 | Perú                 | 3 – 1 | Cuba                 | 23-25 | 25-20 | 25-14 | 25-13 |       | 98 – 72   | P2 P3   |
| 18 de octubre | 15:30 | Cuba                 | 0 – 3 | Argentina            | 10-25 | 8-25  | 17-25 |       |       | 35 – 75   | P2 P3   |
| 18 de octubre | 18:00 | Perú                 | 3 – 0 | República Dominicana | 28-26 | 25-17 | 25-13 |       |       | 78 – 56   | P2 P3   |

### Ronda final

#### Partido por el3.erlugar
| Fecha         | Hora  | Equipo 1             | Res.  | Equipo 2 | Set 1 | Set 2 | Set 3 | Set 4 | Set 5 | Total   | Reporte |
| ------------- | ----- | -------------------- | ----- | -------- | ----- | ----- | ----- | ----- | ----- | ------- | ------- |
| 19 de octubre | 16:30 | República Dominicana | 3 – 0 | Cuba     | 25-15 | 25-20 | 25-16 |       |       | 75 – 51 | P2 P3   |

#### Final
| Fecha         | Hora  | Equipo 1 | Res.  | Equipo 2  | Set 1 | Set 2 | Set 3 | Set 4 | Set 5 | Total   | Reporte |
| ------------- | ----- | -------- | ----- | --------- | ----- | ----- | ----- | ----- | ----- | ------- | ------- |
| 19 de octubre | 19:00 | Perú     | 3 – 1 | Argentina | 25-19 | 25-21 | 17-25 | 25-17 |       | 92 – 82 | P2 P3   |

## Clasificación final
| Pos | Equipo               |
| --- | -------------------- |
| 1   | Perú                 |
| 2   | Argentina            |
| 3   | República Dominicana |
| 4   | Cuba                 |

## Distinciones individuales
Fuente: NORCECA
| Distinción            | Nombre             | Equipo               |
| --------------------- | ------------------ | -------------------- |
| MVP                   | Shiamara Almeida   | Perú                 |
| Mejor Atacante        | Sol Piccolo        | Argentina            |
| 2.ª Mejor Atacante    | Vielka Peralta     | República Dominicana |
| Mejor Bloqueadora     | Coraima Gómez      | Perú                 |
| 2.ª Mejor Bloqueadora | Candelaria Herrera | Argentina            |
| Mejor Servicio        | Natalia Martínez   | República Dominicana |
| Mejor Armadora        | Shiamara Almeida   | Perú                 |
| Mejor Recepción       | Ángela Leyva       | Perú                 |
| Mejor Líbero          | Sabrina Torino     | Argentina            |
| Mejor Opuesta         | Massiel Matos      | República Dominicana |
| Mejor Defensa         | Sabrina Torino     | Argentina            |
| Mejor Anotadora       | Sol Piccolo        | Argentina            |